# Maciej Hreniak
Maciej Hreniak (né le 3 mai 1989 à Brodnica) est un nageur polonais, spécialiste de nage libre, longue distance.
Il remporte des médailles d'or lors des Championnats d'Europe juniors en 2006 à Palma de Majorque, puis en 2007 à Anvers, après avoir remporté deux titres cadets mondiaux à Rio de Janeiro en 2006. Il participe aux Jeux olympiques à Pékin, en ayant réussi un temps de 15 min 10 s 78 à Anvers.